# Local Government Act 1972
Der Local Government Act 1972 war ein Act of Parliament im Vereinigten Königreich, der die Verwaltungsgliederung in England und Wales zum 1. April 1974 reformierte.
Sein Ziel war die Einführung einer zweistufigen Verwaltungsgliederung, die in großen Teilen Englands noch bis heute besteht. Lediglich die Metropolitan Counties wurden seit 1986 und während der 1990er Jahre durch eine Vielzahl von neuen Unitary Authorities ersetzt. In Wales wurde das Verwaltungssystem durch die Bildung von Grafschaften und Districts dem englischen angepasst. 1996 wurde dies jedoch wieder rückgängig gemacht und Wales stattdessen in 22 Unitary Authorities aufgeteilt, die in Deutschland am ehesten mit den kreisfreien Städten vergleichbar sind (einstufige Verwaltung).
Auch in Schottland wurde durch den Local Government (Scotland) Act 1973 zunächst ein zweistufiges Verwaltungssystem eingeführt. Dieses wurde am 1. April 1996 aber auch hier durch sogenannte Council Areas, die den Unitary Authorities in England und Wales entsprechen, abgelöst.